# Brahman (gado)

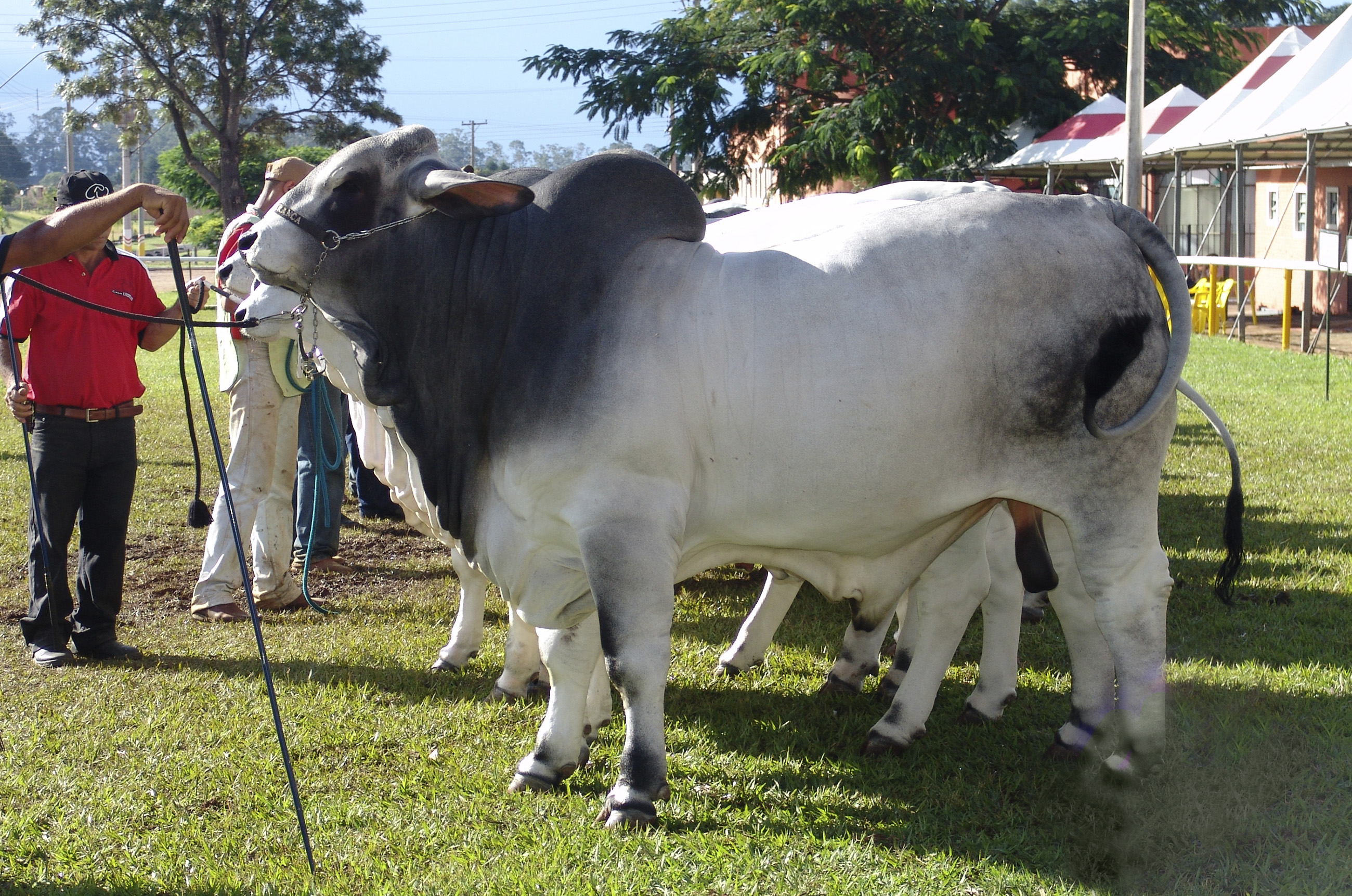
Touro em julgamento na EMAPA

Brahman, Bos Indicus (Zebu), é uma raça bovina resultado do cruzamento de quatro outras raças: Gir, Nelore, Guzerá e Krishna Valley. Tem sua origem os Estados Unidos. Introduzido no Brasil em 1994, um ano antes a diretoria da Associação  Brasileira dos Criadores de Zebu - ABCZ e da Associação Americana de Criadores de  Brahaman - ABBA, alteraram a legislação o que facilitou o ingresso na raça no Brasil. Desde então pelos dados dos Registros Genealógicos de Nascimento notou-se um  crescente aumento da criação da raça.
O Brahman é o zebu mais criado no mundo, existem mais de 60 associações formais de criadores, nos 5 continentes.
Criadores importantes da pecuária de corte no Brasil, procurando melhorar a raça  introduziram uma genética oriunda de países como Estados Unidos, Argentina, Colômbia e Paraguai.

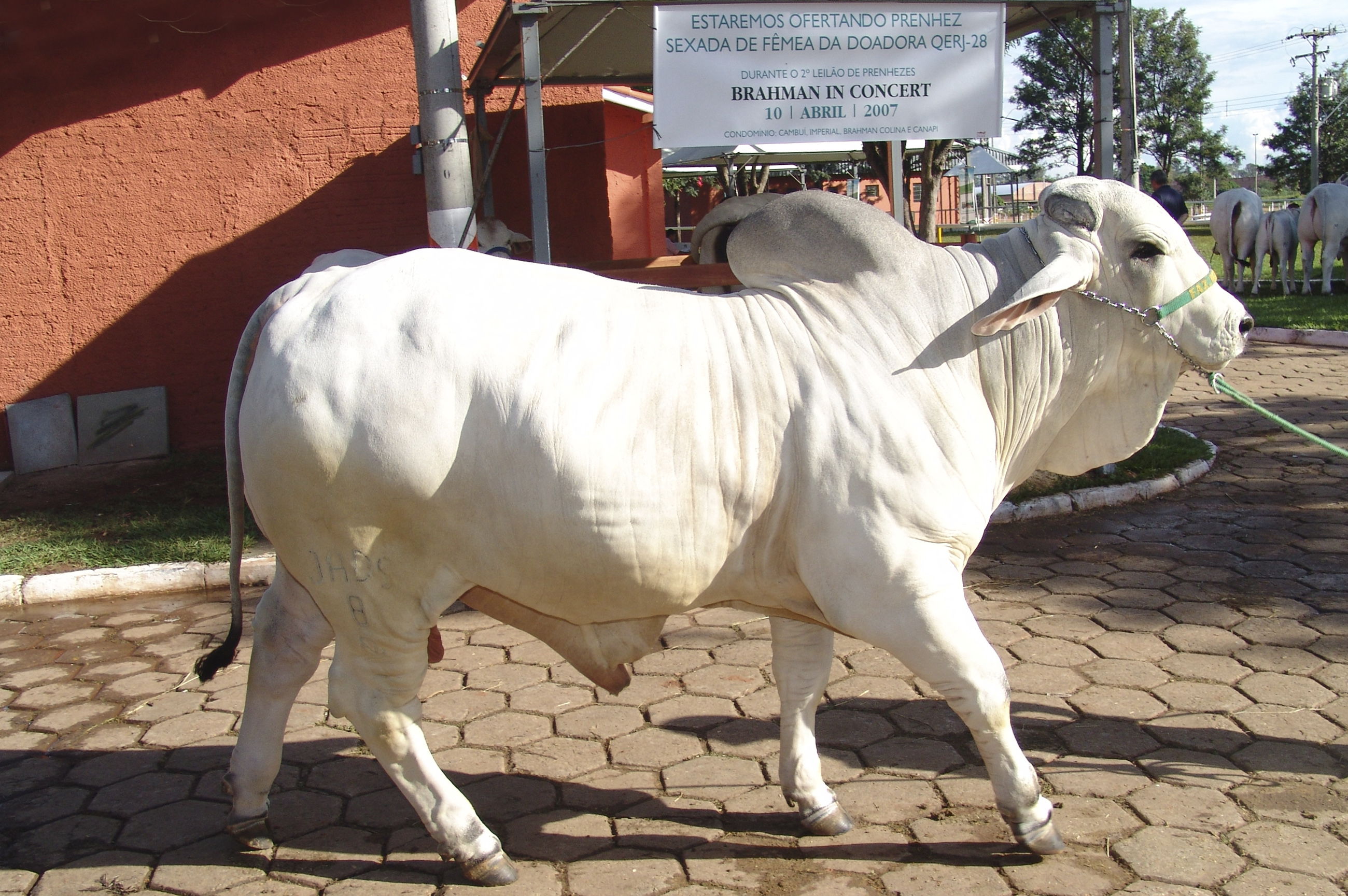
Touro da raça em Avaré

## Características da raça
- Tolerância a altas temperaturas e umidade. O pelo curto, grosso e sedoso, reflete os raios solares.
- A cor clara não é atrativa aos insetos.
- As fêmeas tem grande facilidade no parto pois o bezerro, além de ter pouco peso ao nascer, possui a cabeça pequena e os ombros estreitos.
- As fêmeas têm capacidade reprodutiva regular e excelente habilidade materna.
- Possuem alta resistência a doenças e parasitas.
- Como é um Bos indicus (Zebu) e não tem parentesco com Bos taurus, pode ser utilizado em cruzamento com outras raças taurinas, gerando bezerros com muito vigor híbrido, isto é, maior velocidade de crescimento (com eficiente conversão alimentar). Em comparação à raças taurinas, produz carne mais magra, com menor deposição de gordura.
- A docilidade e temperamento da raça facilitam muito o manejo.

A raça tem demonstrado excelente adaptação às condições extensivas de criação no Brasil.
No Brasil é comum a presença desse gado em exposições.

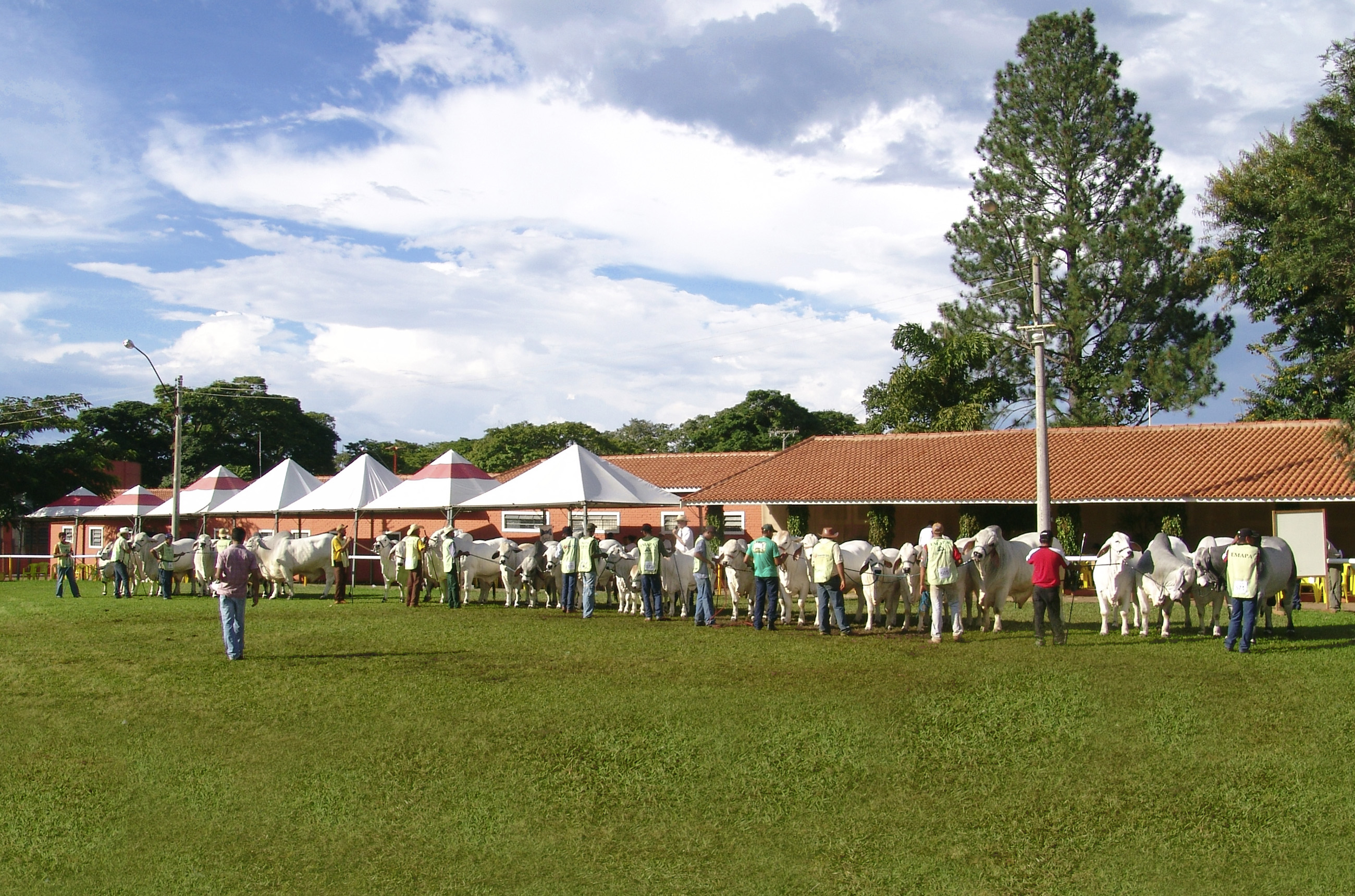
Raça em julgamento na EMAPA